# Arnold Layne/Candy and a Currant Bun
Arnold Layne/Candy and a Currant Bun è un singolo del gruppo musicale britannico Pink Floyd, pubblicato il 10 marzo 1967.

## Registrazione
il 10 marzo 1967 il gruppo era nello studio di registrazione Sound Techniques di Chelsea dove erano già stati l'11 e 12 gennaio per registrare due brani per la colonna sonora di Tonite Let's All Make Love in London). Qui venne registrato il brano Arnold Layne insieme ad altri brani: Matilda Mother, Chapter 24, Interstellar Overdrive e Let's Roll Another One, che venne poi rinominata Candy and a Currant Bun per volere di Waters. Precedentemente il gruppo, con una formazione a cinque membri contenente anche Bob Klose, aveva registrato nel 1965 un altro singolo, Lucy Leave/King Bee, che però non venne mai pubblicato fino al 2015.
Nick Mason raccontò successivamente che venne scelto il brano Arnold Layne come primo singolo in quanto «Sapevamo che avremmo voluto diventare delle rockstar e volevamo pubblicare singoli e questo brano sembrava quello più adatto per condensare tutto quanto in tre minuti senza perdere nulla». Il gruppo registrò una nuova versione del brano quando firmò un nuovo contratto con la EMI, ma venne lo stesso pubblicata dalla Columbia la prima versione prodotta da Joe Boyd a gennaio 1967.

## Descrizione

### Arnold Layne
Il brano, scritto da Syd Barrett, allora leader del gruppo, è incentrato sulla storia di un travestito che si aggirava per Cambridge rubando indumenti femminili. Secondo quanto raccontato da Roger Waters, "Arnold Layne" era un personaggio reale: «Mia madre e quella di Syd tenevano a pensione delle studentesse perché lì vicino c'era un collegio femminile, e c'erano perennemente mutandine e reggiseni stesi ad asciugare fuori dalla finestra... e "Arnold" o chiunque fosse, li rubava dalla corda del bucato».
Il brano venne poi incluso nelle raccolte The Best of the Pink Floyd del 1970, Relics del 1971, Works del 1983, Echoes: The Best of Pink Floyd del 2001 e Cre/ation - The Early Years 1967-1972 (2016); è stato poi incluso nella scaletta di alcune date del tour solista di David Gilmour del 2006, ed è stato pubblicato come singolo registrato dal vivo il 26 dicembre 2006 in due versioni: la prima cantata da David Bowie, la seconda da Richard Wright; il brano registrato a maggio alla Royal Albert Hall di Londra è arrivato in seconda posizione in Italia e in settima in Danimarca. Il singolo include anche come terza traccia una versione live di Dark Globe di Syd Barrett, cantata da Gilmour.

### Candy and a Currant Bun
Anche questo brano è scritto da Syd Barrett. Il titolo originario della canzone avrebbe dovuto essere Let's Roll Another One ma venne modificato su insistenza della casa discografica per smorzare i riferimenti alla droga presenti nel testo.
La canzone è stata inclusa nelle raccolte The Best of the Pink Floyd (1970), The Early Singles (1992) e nell'edizione per il 40º anniversario di The Piper at the Gates of Dawn (2007).

## Promozione
Il singolo venne pubblicato dalla Columbia il 10 marzo 1967 nel Regno Unito. Negli Stati Uniti d'America venne pubblicato dalla Tower Records il mese successivo. In Francia venne realizzato un EP omonimo con l'aggiunta di una versione di 5 minuti di Interstellar Overdrive.
Per il loro esordio nel mercato musicale, alla fine del 1966, il gruppo, insieme ai manager Peter Jenner e a Andrew King, fondò una società finalizzata alla distribuzione del singolo il 10 marzo del 1967, la Blackhill Enterprises. La società, che si occupava anche della gestione del gruppo, acquistò qualche centinaio di copie per far salire il brano in classifica. Nonostante avesse raggiunto la posizione n. 20 nella classifica dei singoli, l'insolito tema del travestitismo trattato dalla canzone fece sì che alcune radio non vollero trasmetterla.

## Video musicale
Venne prodotto un video promozionale in bianco e nero del brano Arnold Layne a febbraio 1967, diretto da Derek Nice con la presenza dei quattro membri del gruppo che vestono un manichino sulla spiaggia di East Wittering, nel West Sussex. Il video costò 2.000 sterline e avrebbe dovuto essere proiettato il 3 aprile 1967 nel programma della BBC Top of the Pops ma la programmazione venne poi annullata quando il singolo scese nella classifica. Venne prodotto poi un secondo video promozionale per il brano, girato il 29 aprile vicino alla St Michael's Church in Highgate.

## Tracce
7" (Regno Unito, Stati Uniti)
1. Arnold Layne – 2:51
2. Candy and a Currant Bun – 2:38

7" (Francia)
1. Arnold Layne – 2:51
2. Candy and a Currant Bun – 2:38
3. Interstellar Overdrive – 5:00

## Formazione
Arnold Layne
- Syd Barrett: voce solista e cori, chitarra solista e ritmica elettrica e ritmica acustica
- Rick Wright: organo elettrico Farfisa, cori e armonie vocali
- Roger Waters: basso elettrico, cori e armonie vocali
- Nick Mason: batteria

Candy and a Currant Bun
- Syd Barrett: voce solista e cori, chitarre ritmica e solista elettrica
- Rick Wright:  organo elettrico Farfisa, cori e armonie vocali
- Roger Waters: basso elettrico, cori e percussioni vocali
- Nick Mason: batteria, voce parlata e vocalizzi